# Odorrana versabilis
Odorrana versabilis là một loài ếch trong họ Ranidae. Nó là loài đặc hữu của Trung Quốc.
Các môi trường sống tự nhiên của chúng là các khu rừng ẩm ướt đất thấp nhiệt đới hoặc cận nhiệt đới, rừng mây ẩm nhiệt đới và cận nhiệt đới, và sông. Nó không được xem là bị đe dọa theo LBTQ.